# Passerot
Passerot of De Pas is een voormalige plaats in de gemeente Wijchen. Het lag in het noorden van de gemeente, westelijk van Woezikrot.
Vanwege de ontwikkeling van de wijk Homberg, Heilige Stoel en Kraaijenberg in de jaren 1970 is de plaats verdwenen, evenals de toegangswegen. De plaats lag ongeveer waar tegenwoordig de straat Homberg ligt, even ten zuiden van de Randweg Noord. Alleen een straat herinnert nog aan de plaats en draagt de naam Passerot.